# Albert de Madre
Albert Angel Joseph de Madre des Oursins (Brussel, 31 oktober 1840 - Schaarbeek, 10 februari 1902) was een Belgisch edelman van Franse origine.

## Geschiedenis
In 1778 verleende koning Lodewijk XVI erfelijke adel aan Wallerand de Madre, voorvader van Albert (hierna).

## Levensloop
- Albert de Madre was een zoon van Alfred-Robin de Madre en Marie-Jeanne Baltus. Hij was bureauchef bij het ministerie van de Spoorwegen en trouwde in Brussel in 1876 met Louise Spronck (1854-1929). Ze hadden twee dochters die ongehuwd bleven en een zoon. In 1896 verkreeg Albert aanvaarding binnen de Belgische adel.
  - Emile de Mandre (1877-1964), directeur bij het ministerie van Onderwijs, trouwde in 1903 in Ukkel met Hélène Béguin (1877-1970). Het echtpaar had een dochter.

De adellijke de Madrefamilie is in 1964 uitgedoofd.